# Бормор, Пётр
 Пётр Бормор (настоящее имя — Пётр Борисович Мордкович; род. 27 ноября 1971, Москва) — русский писатель, поэт и блогер, в настоящее время живущий в Иерусалиме.

## Биография
Родился 27 ноября 1971 года в Москве. Учился в Московском институте управления им. Серго Орджоникидзе, но прекратил обучение на третьем курсе и уехал в Израиль, где и живёт сегодня. Работает ювелиром, женат, растит трёх дочерей. С 2002 года ведёт блог в Живом Журнале, где публикует свои рассказы, его постоянно читает более одиннадцати тысяч человек. В 2011 году в авторском сборнике «Запасная книжка» Бормор впервые опубликовал свои стихи.

### Участие в антологияхФРАМ
- 2004 — «Русские инородные сказки-2» — восемь рассказов (ISBN 5-94278-503-1)
- 2005 — «Русские инородные сказки-3» — пять рассказов (ISBN 5-94278-890-1)
- 2006 — «Секреты и сокровища. 37 лучших рассказов 2005 года» — один рассказ (ISBN 5-367-00011-8)
- 2006 — «Русские инородные сказки-4» — один рассказ (ISBN 5-367-00104-1)
- 2008 — «Русские инородные сказки-6» — один рассказ (ISBN 978-5-367-00727-5)
- 2009 — «Русские инородные сказки-7» — один рассказ (ISBN 978-5-367-00925-5)

### Авторские сборники
- 2007 — «Многобукаф. Книга для» (ISBN 978-5-9689-0091-3, ISBN 5-9689-0091-1, ISBN 978-5-904584-84-9)
- 2007 — «Игры демиургов» (ISBN 978-5-9689-0108-8, ISBN 5-9689-0108-X)[3]
- 2008 — «Книга на третье» (ISBN 978-5-9689-0142-2)
- 2011 — «Запасная книжка» (ISBN 978-5-904584-15-3, ISBN 5-904584-15-6)

### Публикации в журналах
Кроме того, рассказы Бормора неоднократно публиковались в журналах «Навигатор игрового мира», «Лучшие компьютерные игры» и «Мир фантастики». В последнем с начала 2013 года микрорассказы Петра публикуются почти ежемесячно.

## Театральные постановки
В 2010 году театральная студия Deep (Луганск, Украина) поставила спектакль «Игры демиургов» по одноимённой книге Петра Бормора.

## Отзывы и критика
«Выбор наиболее плодотворного для цикла элемента отражает специфику сказочной деконструкции: Ольга Лукас в своих терапевтических сказках использует Золушку как модель социально-имиджевой проблемы, а Пётр Бормор выжимает максимум из логической конфигурации Дракон — Рыцарь — Принцесса».